# Équipe du Mexique féminine de football
Cet article traite de l'équipe féminine. Pour l'équipe masculine, voir Équipe du Mexique de football.
Maillots
L'équipe du Mexique de football est l'équipe nationale représentant le Mexique en football féminin. Cette équipe est dirigée par la Fédération du Mexique (Femexfut), qui est affiliée à la FIFA depuis 1929 et est un des membres fondateurs de la CONCACAF en 1961.
Les origines de cette équipe remontent aux années 1970. Elle va, tout au long de son histoire, démontrer qu'elle est une des meilleures équipes de la zone CONCACAF derrière les intouchables américaines et plus modeste canadiennes. Elles se qualifient pour la coupe du monde à deux reprises, en 1999 et en 2011 ainsi que pour les Jeux olympiques en 2004, enfin leur meilleure performance en Championnat féminin de la CONCACAF  est une place de finaliste en 1998 et 2010.
Le Mexique organise ses matchs au stade Azteca, dans la ville de Mexico. Le classement FIFA le plus élevé de la sélection est une 21e place occupée en octobre 2011.

## Histoire

### Première participation à une compétition officielle (1991-1994)
Les Mexicaines disputent leur première compétition officielle à l'occasion du Championnat féminin de la CONCACAF 1991 disputée à Haïti, elles subissent en phase de poule deux revers consécutifs contre les États-Unis (0-12) et Trinité-et-Tobago (1-3) avant de remporter leur dernier match contre la Martinique (8-1), mais ce dernier succès ne leur permet pas de se qualifier pour les demi-finales et terminent troisième de leur groupe, cette compétition permettait de définir les qualifiés pour la première coupe du monde de 1991.
Faisant l'impasse sur le Championnat féminin de la CONCACAF 1993, elles participent au Championnat féminin de la CONCACAF 1994 (qui détermine les qualifiés pour la coupe du monde 1995). Le Mexique perd ses deux premiers matchs contre les États-Unis (0-9) puis le Canada (0-6) puis remporte le troisième match contre la Jamaïque (3-1) avant d'être tenu en échec par Trinité-et-Tobago (3-3). Il termine à la troisième place non qualificative pour la coupe du monde.

### Finaliste du Championnat féminin de la CONCACAF et première coupe du monde (1994-1999)
En 1998, pour leur troisième participation au Championnat féminin de la CONCACAF, les Mexicaines profitent de l'absence des États-Unis pour atteindre la finale de la compétition. En phase de poule, elles battent le Costa Rica (3-2) et Haïti (7-1) avant d'être tenues ne échec par les trinidadiennes (2-2), terminant premières de leur groupe elles accèdent aux demi-finales, à ce stade de la compétition elles éliminent le Guatemala mais perdent en finale contre le Canada 1-0. Ce résultat les oblige à disputer les barrages pour se qualifier à la coupe du monde 1999. Opposées à l'Argentine, elles gagnent 3-1 à Mexico au match aller puis s'imposent à Buenos Aires 3-2 décrochant ainsi sa première qualification en coupe du monde. Lors de la coupe du monde disputée aux États-Unis, elles perdent 7-1 contre le Brésil, 6-0 contre l'Allemagne et 2-0 contre l'Italie, avec trois revers en autant de matchs le Mexique termine dernier de son groupe et est éliminé de la compétition, le seul but marqué est l'œuvre de Maribel Domínguez.

### Première participation aux Jeux olympiques (2000-2004)
Lors de la Gold Cup 2000 où des nations comme la Chine et le Brésil sont invitées, le Mexique est éliminé dès le premier tour en raison de deux défaites contre le Canada (3-4) et la Chine (0-3), il ne remporte qu'un seul match contre le Guatemala (7-0). Deux ans plus tard lors de la Gold Cup 2002, le Mexique se qualifie pour les demi-finales après sa seconde place au premier tour grâce à deux victoires contre le Panama (5-1) et Trinité-et-Tobago (2-0), elles sont battues seulement par les États-Unis (3-0). En demi-finale disputée à Seattle, les Mexicaines sont éliminées par le Canada 2-0, finalement en match de classement pour la troisième place elles gagnent contre le Costa Rica 4-1. Cette performance permet au Mexique de disputer des barrages contre le Japon pour l'obtention d'une qualification pour la coupe du monde 2003. Tenues en échec au match aller à Mexico 2-2, les Mexicaines perdent à Tokyo 2-0 au match retour, par conséquent elles ne disputeront pas la coupe du monde. En 2004, le Mexique prend part à la phase des éliminatoires pour les Jeux olympiques d'été de 2004, bien que battu par les États-Unis (0-2), elles accèdent aux demi-finales grâce à ses victoires contre Haïti (5-0) et Trinité-et-Tobago (8-1) au premier tour. En demi-finale, elles dominent le Canada (2-1) grâce à un double de Maria Dominguez mais perdent en finale contre les États-Unis 3-2 après avoir mené 2-0 dès la 15e minute. Cela ne les empêche pas de se qualifier pour les JO. Aux JO d'Athènes, elles tiennent en échec la Chine 1-1 et se font battre par l'Allemagne 2-0, qualifiées pour les quarts de finale grâce à une meilleure différence de but vis-à-vis des Chinoises, elles y sont battues 5-0 par le Brésil.

### Le raté de la coupe du monde 2007 (2004-2007)
En 2006, elles passent les éliminatoires pour se qualifier à la Gold Cup 2006 en battant le Nicaragua (9-0) et El Salvador (8-0). Au premier tour de la Gold Cup, elles éliminent Trinité-et-Tobago 3-0 mais sont battues en demi-finales par les États-Unis 2-0, en match de classement elles décrochent la troisième place en barrant la Jamaïque 3-0. Ce résultat leur permet de disputer des barrages pour la coupe du monde 2007 contre de nouveau le Japon. Battues 2-0 au Japon à l'aller, elles gagnent au match retour 2-1 mais est éliminée à la différence de but.

## Identité

### Surnoms
L'équipe mexicaine possède plusieurs surnoms utilisés par les médias locaux sans pour autant qu'ils soient repris dans la presse internationale. Du fait des couleurs du maillot des joueuses mexicaines, reprenant celles du drapeau national, la sélection est surnommée la Tri, la Tricolor ou encore la Verde.

### Couleurs
L'équipe nationale mexicaine féminine utilise un système tricolore, composée des couleurs vert, blanc et rouge, ces trois couleurs proviennent du drapeau du Mexique.
| 1970 | 1978 | 1986 | 1994 | 1995 | 1998              | 1999 | 2002 | 2003 |
| 2004 | 2006 | 2007 | 2008 | 2010 | 2010 Bicentenaire | 2011 | 2014 |      |

Le tableau suivant répertorie les différents fabricants qui ont équipé la sélection mexicaine depuis 1978.
| Fabricant de maillot | Période     |
| -------------------- | ----------- |
| Levi's               | 1978-1979   |
| Pony                 | 1980-1983   |
| Adidas               | 1984-1990   |
| Umbro                | 1991-1994   |
| ABA Sport            | 1995-1998   |
| Garcis               | 1999-2000   |
| Atletica             | 2000-2002   |
| Nike                 | 2003-2006   |
| Adidas               | Depuis 2007 |

## Résultats
Le Mexique a participé à deux Coupes du monde sur les six organisées depuis 1991. Après une première apparition en phase finale en 1999, les mexicaines ratent les deux compétitions mondiales suivantes avant de retrouver l'élite du football mondial en 2011. Elle participeront en 2015, à leur troisième coupe du monde, la seconde consécutive qui à l'avantage de se dérouler sur le continent nord-américain.
Les résultats de la sélection tricolore sont plus probants lors des différents championnats continentaux nord-américains, le Mexique termine deux fois à la seconde place du Championnat féminin de la CONCACAF, en 1998 et en 2010 et à quatre reprises à la troisième place de la compétition, en 1994, en 2002, en 2006 et en 2014.
Par ailleurs, le Mexique envoie également une sélection de ses meilleures joueuses aux différentes éditions des Jeux olympiques d'été. Depuis 1996, la sélection mexicaine ne s'est néanmoins qualifié qu'une seule fois pour la compétition, en 2004, et a été éliminée en quart de finale.
| 1991  | Non qualifiée | Non qualifiée | Non qualifiée | Non qualifiée | Non qualifiée | Non qualifiée | Non qualifiée | Non qualifiée | 3/4      | 3  | 1  | 0 | 2  | 9   | 16 |
| 1995  | Non qualifiée | Non qualifiée | Non qualifiée | Non qualifiée | Non qualifiée | Non qualifiée | Non qualifiée | Non qualifiée | 3/5      | 4  | 1  | 1 | 2  | 6   | 19 |
| 1999  | 1er tour      | 16e           | 3             | 0             | 0             | 3             | 1             | 15            | Barrages | 4  | 3  | 1 | 0  | 20  | 5  |
| 2003  | Non qualifiée | Non qualifiée | Non qualifiée | Non qualifiée | Non qualifiée | Non qualifiée | Non qualifiée | Non qualifiée | Barrages | 7  | 3  | 1 | 3  | 12  | 12 |
| 2007  | Non qualifiée | Non qualifiée | Non qualifiée | Non qualifiée | Non qualifiée | Non qualifiée | Non qualifiée | Non qualifiée | Barrages | 7  | 5  | 0 | 2  | 25  | 5  |
| 2011  | 1er tour      | 11e           | 3             | 0             | 2             | 1             | 3             | 7             | Barrages | 5  | 3  | 0 | 2  | 11  | 7  |
| 2015  | 1er tour      |               |               |               |               |               |               |               | Barrages | 5  | 3  | 0 | 2  | 17  | 7  |
| Total | 3/7           |               | 6             | 0             | 2             | 4             | 4             | 22            |          | 35 | 19 | 3 | 13 | 100 | 71 |

| 1991  | 1er tour                                     | -                                            | 3                                            | 1                                            | 0                                            | 2                                            | 9                                            | 16                                           | Qualifié d'office                            | Qualifié d'office                            | Qualifié d'office                            | Qualifié d'office                            | Qualifié d'office                            | Qualifié d'office                            | Qualifié d'office                            |
| 1993  | Le Mexique ne participe pas à la compétition | Le Mexique ne participe pas à la compétition | Le Mexique ne participe pas à la compétition | Le Mexique ne participe pas à la compétition | Le Mexique ne participe pas à la compétition | Le Mexique ne participe pas à la compétition | Le Mexique ne participe pas à la compétition | Le Mexique ne participe pas à la compétition | Le Mexique ne participe pas à la compétition | Le Mexique ne participe pas à la compétition | Le Mexique ne participe pas à la compétition | Le Mexique ne participe pas à la compétition | Le Mexique ne participe pas à la compétition | Le Mexique ne participe pas à la compétition | Le Mexique ne participe pas à la compétition |
| 1994  | Tour Final                                   | 3e                                           | 4                                            | 1                                            | 1                                            | 2                                            | 6                                            | 19                                           | Qualifié d'office                            | Qualifié d'office                            | Qualifié d'office                            | Qualifié d'office                            | Qualifié d'office                            | Qualifié d'office                            | Qualifié d'office                            |
| 1998  | Finale                                       | 2e                                           | 5                                            | 3                                            | 1                                            | 1                                            | 20                                           | 6                                            | Qualifié d'office                            | Qualifié d'office                            | Qualifié d'office                            | Qualifié d'office                            | Qualifié d'office                            | Qualifié d'office                            | Qualifié d'office                            |
| 2000  | 1er tour                                     | -                                            | 3                                            | 1                                            | 0                                            | 2                                            | 10                                           | 7                                            | Qualifié d'office                            | Qualifié d'office                            | Qualifié d'office                            | Qualifié d'office                            | Qualifié d'office                            | Qualifié d'office                            | Qualifié d'office                            |
| 2002  | Petite finale                                | 3e                                           | 5                                            | 3                                            | 0                                            | 2                                            | 11                                           | 7                                            | Qualifié d'office                            | Qualifié d'office                            | Qualifié d'office                            | Qualifié d'office                            | Qualifié d'office                            | Qualifié d'office                            | Qualifié d'office                            |
| 2006  | Petite finale                                | 3e                                           | 3                                            | 2                                            | 0                                            | 1                                            | 6                                            | 2                                            | 1/4                                          | 2                                            | 2                                            | 0                                            | 0                                            | 17                                           | 0                                            |
| 2010  | Finale                                       | 2e                                           | 5                                            | 3                                            | 0                                            | 2                                            | 11                                           | 7                                            | Qualifié d'office                            | Qualifié d'office                            | Qualifié d'office                            | Qualifié d'office                            | Qualifié d'office                            | Qualifié d'office                            | Qualifié d'office                            |
| 2014  | Petite finale                                | 3e                                           | 5                                            | 3                                            | 0                                            | 2                                            | 17                                           | 7                                            | Qualifié d'office                            | Qualifié d'office                            | Qualifié d'office                            | Qualifié d'office                            | Qualifié d'office                            | Qualifié d'office                            | Qualifié d'office                            |
| 2018  | 1er tour                                     | -                                            | 3                                            | 1                                            | 0                                            | 2                                            | 4                                            | 9                                            | Qualifié d'office                            | Qualifié d'office                            | Qualifié d'office                            | Qualifié d'office                            | Qualifié d'office                            | Qualifié d'office                            | Qualifié d'office                            |
| 2022  | 1er tour                                     | -                                            | 3                                            | 0                                            | 0                                            | 3                                            | 0                                            | 5                                            | 1/5                                          | 4                                            | 4                                            | 0                                            | 0                                            | 34                                           | 0                                            |
| Total | 10/11                                        |                                              | 39                                           | 18                                           | 2                                            | 19                                           | 94                                           | 85                                           |                                              | 6                                            | 6                                            | 0                                            | 0                                            | 51                                           | 0                                            |

| Année | Résultat                                     | Class.                                       | M                                            | V                                            | N                                            | D                                            | bp                                           | bc                                           |
| ----- | -------------------------------------------- | -------------------------------------------- | -------------------------------------------- | -------------------------------------------- | -------------------------------------------- | -------------------------------------------- | -------------------------------------------- | -------------------------------------------- |
| 1996  | Le Mexique ne participe pas à la compétition | Le Mexique ne participe pas à la compétition | Le Mexique ne participe pas à la compétition | Le Mexique ne participe pas à la compétition | Le Mexique ne participe pas à la compétition | Le Mexique ne participe pas à la compétition | Le Mexique ne participe pas à la compétition | Le Mexique ne participe pas à la compétition |
| 2000  | Le Mexique ne participe pas à la compétition | Le Mexique ne participe pas à la compétition | Le Mexique ne participe pas à la compétition | Le Mexique ne participe pas à la compétition | Le Mexique ne participe pas à la compétition | Le Mexique ne participe pas à la compétition | Le Mexique ne participe pas à la compétition | Le Mexique ne participe pas à la compétition |
| 2004  | Quart de finale                              | 8e                                           | 3                                            | 0                                            | 1                                            | 2                                            | 1                                            | 8                                            |
| 2008  | Le Mexique ne participe pas à la compétition | Le Mexique ne participe pas à la compétition | Le Mexique ne participe pas à la compétition | Le Mexique ne participe pas à la compétition | Le Mexique ne participe pas à la compétition | Le Mexique ne participe pas à la compétition | Le Mexique ne participe pas à la compétition | Le Mexique ne participe pas à la compétition |
| 2012  | Le Mexique ne participe pas à la compétition | Le Mexique ne participe pas à la compétition | Le Mexique ne participe pas à la compétition | Le Mexique ne participe pas à la compétition | Le Mexique ne participe pas à la compétition | Le Mexique ne participe pas à la compétition | Le Mexique ne participe pas à la compétition | Le Mexique ne participe pas à la compétition |
| 2016  |                                              |                                              |                                              |                                              |                                              |                                              |                                              |                                              |
| Total | 1/6                                          |                                              | 3                                            | 0                                            | 1                                            | 2                                            | 1                                            | 8                                            |

### Compétitions officielles mineures
Outre les grandes compétitions internationales, le Mexique a dans son histoire également participé à des compétitions moins connues et moins prestigieuses. Il est à noter par exemple que les Mexicains ont remporté des places d'honneur lors des Jeux panaméricains.
| Année                                                            | Résultat    | Class. | M  | V  | N | D | bp | bc |
| ---------------------------------------------------------------- | ----------- | ------ | -- | -- | - | - | -- | -- |
| 1999                                                             | Finale      | 2e     | 6  | 3  | 1 | 2 | 15 | 9  |
| 2003                                                             | Demi-finale | 3e     | 4  | 3  | 0 | 1 | 10 | 5  |
| 2007                                                             | Demi-finale | 4e     | 5  | 3  | 0 | 2 | 12 | 4  |
| 2011                                                             | Demi-finale | 3e     | 5  | 2  | 2 | 1 | 3  | 2  |
| 2015                                                             | 1er tour    |        |    |    |   |   |    |    |
| Total                                                            | 5/5         |        | 20 | 11 | 3 | 6 | 40 | 20 |
| * Seul des joueurs amateurs peuvent participer à la compétition. |             |        |    |    |   |   |    |    |

## Infrastructures
| \| Mexico Guadalajara Monterrey Puebla \| Les principales villes d'accueil de la sélection. |
| Mexico Guadalajara Monterrey Puebla                                                         |

La sélection aztèque joue la plupart de ses matchs au stade Azteca, inauguré en 1966 à l'orée de la première coupe du monde organisée par le Mexique, qui est alors considéré comme l'un des stades les plus modernes du monde. La capacité du stade Azteca a depuis été légèrement réduite pour des questions de confort et de sécurité, passant de 114 580 à 105 094 places, ce qui en fait le cinquième plus grand stade du monde en termes de capacité.
Le stade a accueilli les Jeux olympiques d'été de 1968, la Coupe du monde 1970, les Jeux panaméricains de 1975, la Coupe du monde de football des moins de 20 ans en 1983, la Coupe du monde 1986 et la Coupe des confédérations en 1999.
Mais le Mexique a également eu l'occasion d'évoluer dans d'autres stades du pays, principalement pour des matchs amicaux. Parmi ces stades, il faut noter le stade Jalisco de Guadalajara, le troisième plus grand stade mexicain après le stade Azteca et le Stade Olímpico Universatario, le stade Tecnológico à Monterrey, grande ville de football, ou encore le stade Cuauhtémoc à Puebla du nom du dernier empereur aztèque du pays.

Les principaux stades utilisés par la sélection mexicaine
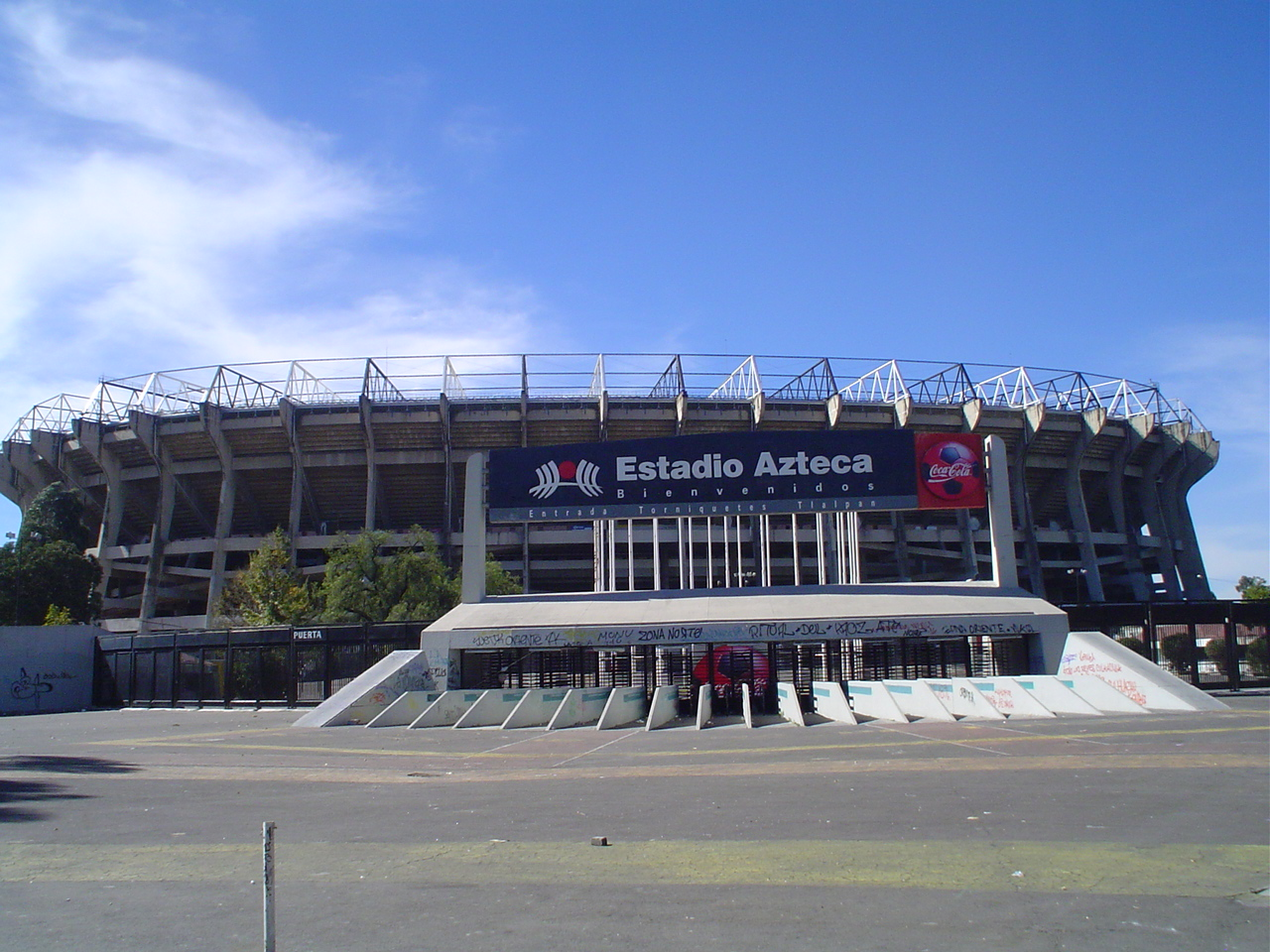
Le stade Azteca
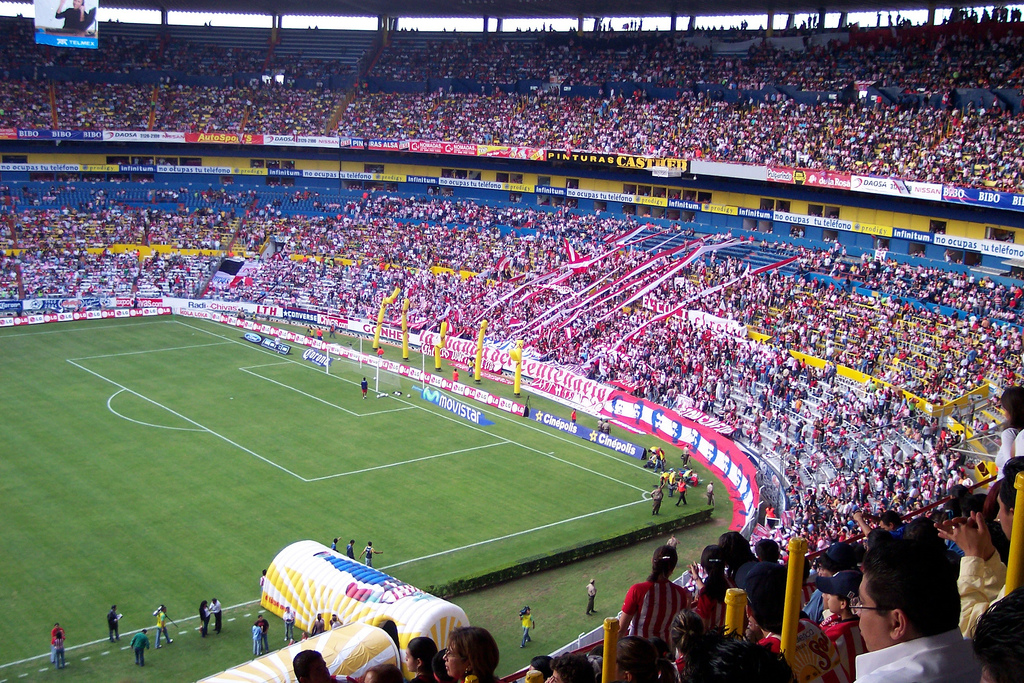
Le stade Jalisco
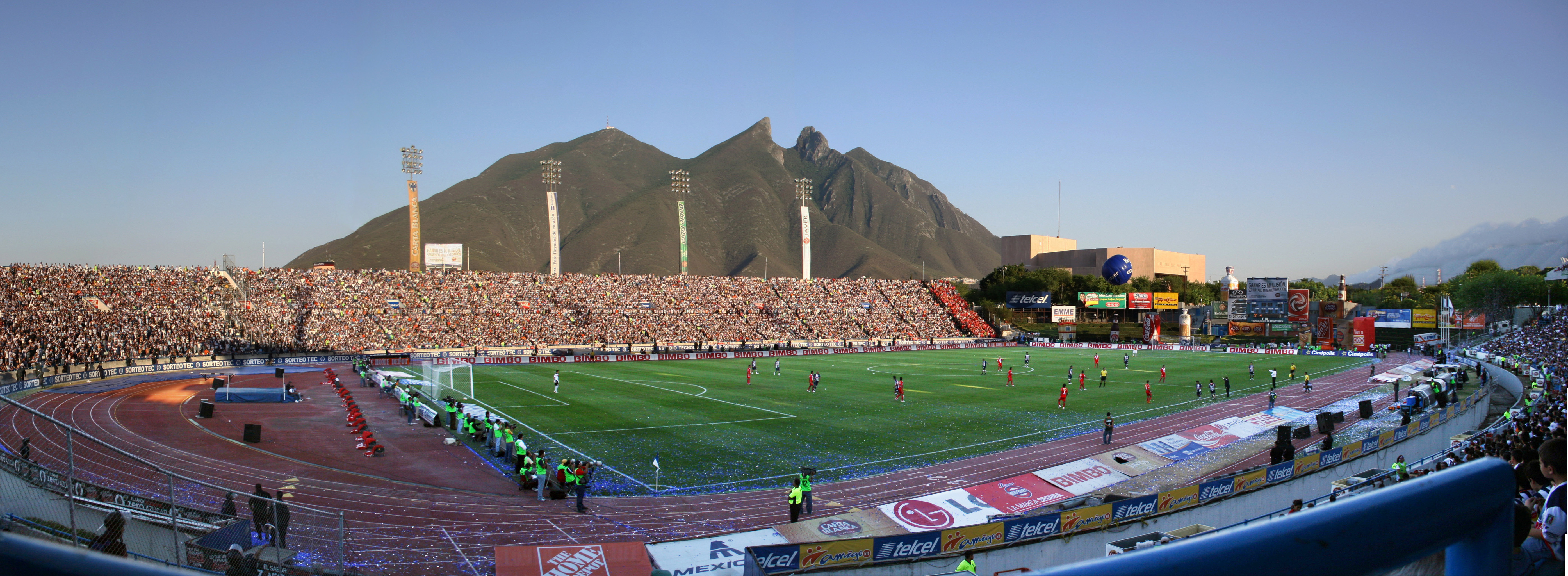
Le stade Tecnológico
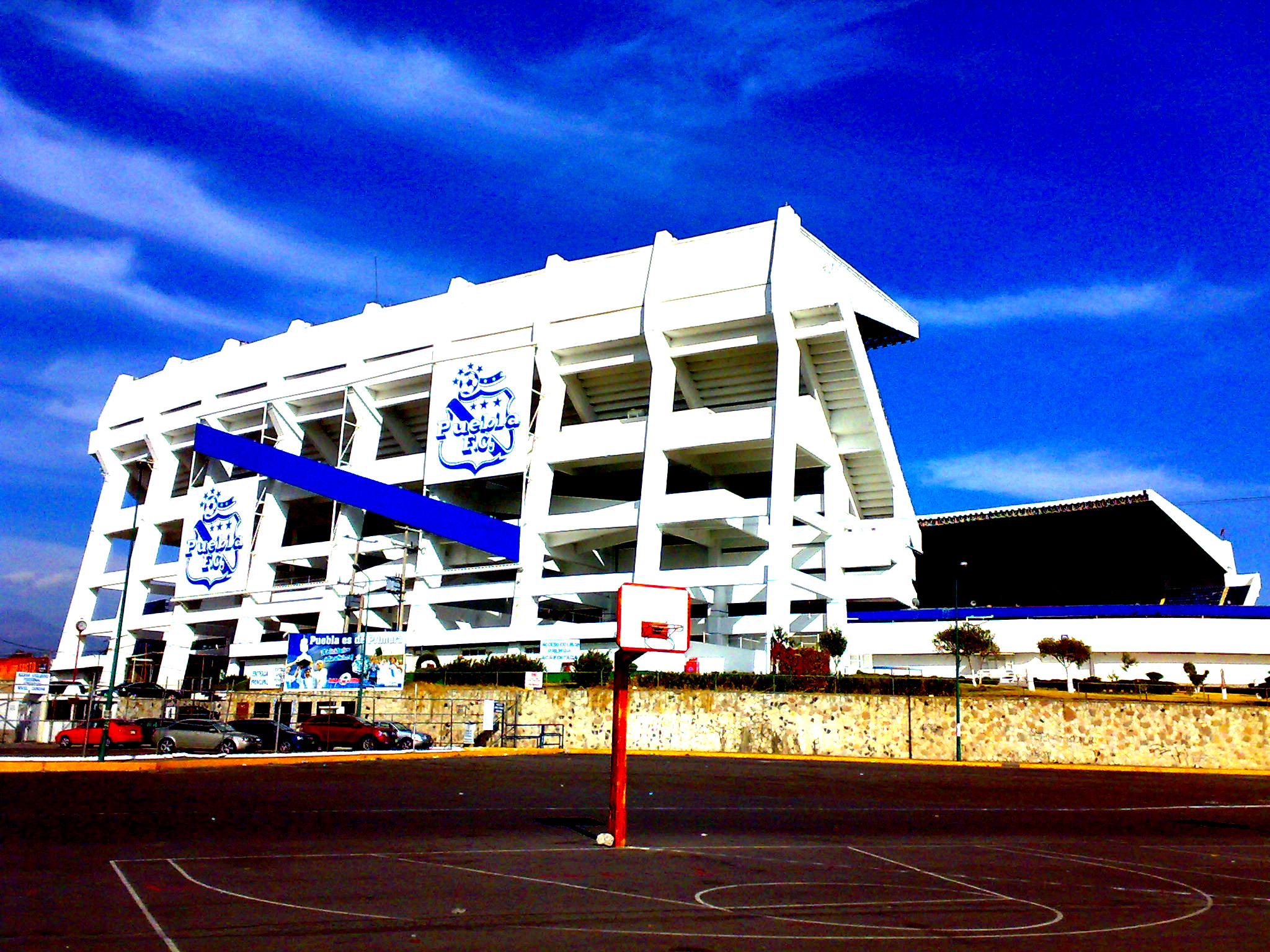
Le stade Cuauhtémoc

## Personnalités historiques

### Sélectionneurs
Le sélectionneur de l'équipe féminine du Mexique est, depuis 1998, Leonardo Cuéllar qui a participé à la tête de cette sélection à deux coupes du monde, en 1999 et en 2011. C'est un ancien milieu de terrain qui a participé aux Jeux olympiques 1972 et a été international mexicain de 1973 à 1981, participant notamment à la Coupe du monde 1978.
| Sélectionneur    | Période     |
| ---------------- | ----------- |
| Inconnu          | 1970-1998   |
| Leonardo Cuéllar | Depuis 1998 |

## Statistiques

### Classement FIFA
| Année               | 2003 | 2004 | 2005 | 2006 | 2007 | 2008 | 2009 | 2010 | 2011 | 2012 | 2013 | 2014 | 2015 | 2016 | 2017 | 2018 |
| ------------------- | ---- | ---- | ---- | ---- | ---- | ---- | ---- | ---- | ---- | ---- | ---- | ---- | ---- | ---- | ---- | ---- |
| Classement mondial  | 30   | 25   | 26   | 22   | 22   | 22   | 22   | 22   | 21   | 24   | 25   | 25   | 26   | 26   | 26   | 27   |
| Classement Concacaf | 3    | 3    | 3    | 3    | 3    | 3    | 3    | 3    | 3    | 3    | 3    | 3    | 3    | 3    | 3    | 3    |